# Ga Singeumho
Ga Singeumho là một ga trên Tàu điện ngầm vùng thủ đô Seoul tuyến số 5, Seoul, Hàn Quốc. Trước khi khai trương, ban đầu ga được đặt tên là Ga Musumak (무수 막역).

## Bố cục nhà ga
| Cheonggu ↑  |
| E/B W/B \|  |
| ↓ Haengdang |

| Hướng Tây  | ●Tuyến 5 | ← Hướng đi Banghwa                      |
| Hướng Đông | ●Tuyến 5 | → Hướng đi Hanam Geomdansan · Macheon → |